# آسیاب چکشی
آسیاب چکشی (hammermill) وسیله‌ای است که هدف آن تقسیم یا خرد کردن مواد جامد به قطعات کوچک‌تر با ضربه‌های متوالی چکش‌ها کوچک است. این وسیله پرکاربردترین و شناخته شده‌ترین دستگاه خردکن است که با به‌کارگیری از اصل ضربه در خرد کردن سنگ‌ها کاربرد دارد. این ماشین‌ها کاربردهای مختلفی دارند از جمله:
· گیاهان اتانول
· ماشین‌های مزرعه که دانه را به آرد درشت تبدیل می‌کنند تا تغذیه دام را فراهم کنند
· تولید آب میوه

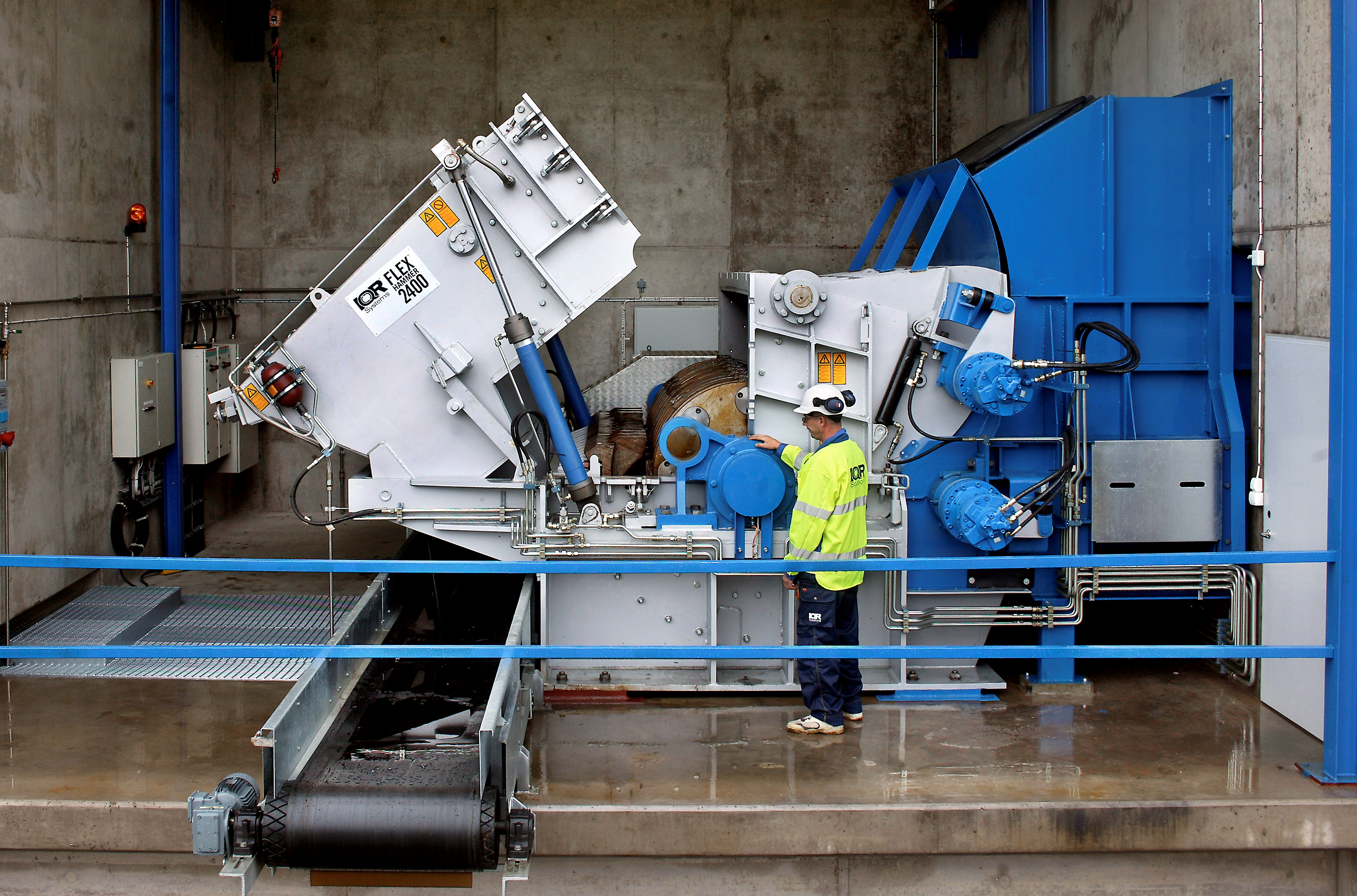
شکل یک آسیاب چکشی را نشان می‌دهد.

· پالت‌های حمل و نقل مورد استفاده برای مالچ
· در کارخانه‌های چوب، برای کاهش اندازه ضایعات قراضه
· کاغذ خرد کن
· ماشین آلات برای برداشت ضایعات
· از بین بردن زباله‌های باغی برای کوددهی
· خرد کردن سنگ‌های بزرگ
· مدیریت پسماند (زباله)

## طرز کار
به‌طور کلی مکانیزم و طرز کار این وسیله بسیار ساده است. آسیاب چکشی عمدتاً یک طبله (drum) فولادی دارای شفت عمودی یا افقی چرخشی است یا یک طبله است که چکش‌ها بر روی آن نصب می‌شوند. چکش‌ها می‌توانند در انتهای تقاطع ایجاد شده نوسان کنند یا به روتور مرکزی ثابت شوند. هم‌زمان با آن که ماده به یک قیف تغذیه می‌شود روتور هم با سرعت بالا در داخل درام چرخانده می‌شود. مواد توسط میله‌های چکش در معرض ضربه قرار می‌گیرند و در نتیجه از طریق صفحه نمایش موجود در درام در اندازه‌های مشخص شده خرد می‌شوند. آسیاب‌های چکشی که دارای صفحه نمایش نیستند برای جدا کردن ذرات کوچک از بزرگتر از جریان هوا استفاده می‌کنند.

## ظرفیت آسیاب‌های چکشی
ظرفیت هر نوع و اندزه آسیاب‌ها بستگی به چندین عامل دارد اما فاکتور ماده بیشترین تأثیر را در عملکرد این ماشین‌ها دارد. تمام انرژی مصرف شده در محفظه خرد کردن توسط چکش‌های نوسان آزاد تحویل داده می‌شود و انتظار می‌رود تفاوت قابل توجهی در اثر این ضربه‌های چکش بر روی مواد با ساختار فیزیکی مختلف وجود داشته باشد. البته سرعت‌های بالاتر باعث می‌شود تا اثر سنگین ترو بهتری برای مراقبت از سنگ سخت تولید شود اما محدودیت‌های مشخصی هم از دیدگاه مکانیکی و عملیاتی وجود دارد.
سرعت اگرچه برای سنگ‌شکن عامل بسیار مهمی است اما مقدار خوراک برای آسیاب را محدود می‌کند. هم چنین در هر ماشین تعداد ردیف چکش‌های به کاررفته در ظرفیت ماشین مؤثر است. به بیان واضح تر برای هر ترکیبی از سرعت، اندازه خوراک و تعداد ردیف چکش‌ها محدودیت مشخصی برای مقدار ماده‌ای که آسیاب دریافت می‌کند، وجود دارد.
سرعت شعاعی مواد ورودی به آسیاب تأثیر مستقیم روی مقدار ماده‌ای که بین ردیف‌های چکش قرار می‌گیرند، خواهد داشت. در ماشین‌های با طراحی خوب مسیر خوراک به گونه‌ای تنظیم شده‌است که مواد به جای آن که در مسیر خردکن جاری شوند، سقوط می‌کنند.
از آن جا که عوامل مختلفی که در بالا ذکر شده‌است، بر روی ظرفیت سنگ‌شکن اثرگذار است، ارائه جدولی جامع که نشان دهندهٔ ظرفیت ماشین برای هر ماده باشد ممکن نیست.

## اجزا آسیاب چکشی

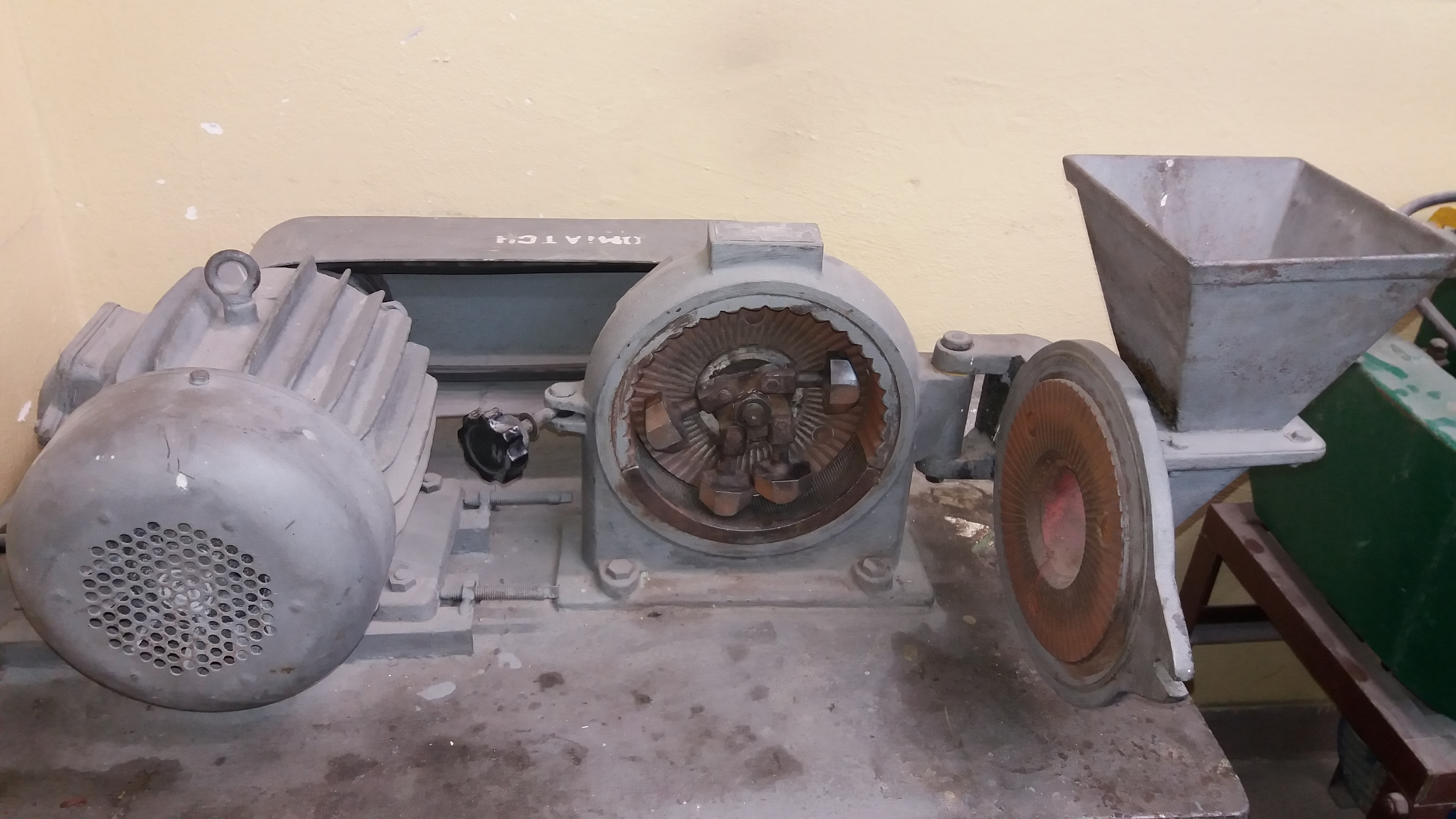
اجزا آسیاب چکشی

اجزا آسیاب چکشی عبارتند از.
- محفظه ورودی مواد
- یاتاقان غلتشی
- صفحه قابل جابه جایی
- شفت ارتباطی
- زنجیره‌ها (مخصوص کار سنگین)
- جکش‌های محکم
- پایه فولادی (برای نصب بدنه)
- موتور درایو
- محافظ موتور
- سیستم هوزینگ

## جنبه‌های اساسی آسیاب چکشی
جنبه‌های مهم یک آسیاب چکشی است به صورت زیر است:

### مکانیزم تغذیه
این مکانیزم مربوط به فرایندی است که ذرات را به محفظه خردکننده وارد می‌کند. با توجه به نوع طراحی ماشین آسیاب چکشی این مکانیزم از جاذبه زمین یا سیستم تغذیه اندازه‌گیری شده‌استفاده می‌کند. سیستم‌ها تغذیه اندازه‌گیری شده در کاربردهای رایج است که یکنواختی محصول دغدغه اصلی باشد. این سیستم‌ها تمامی متغیرهایی را که ممکن است ناسازگاری در محصول ایجاد کنند را حذف می‌کنند.

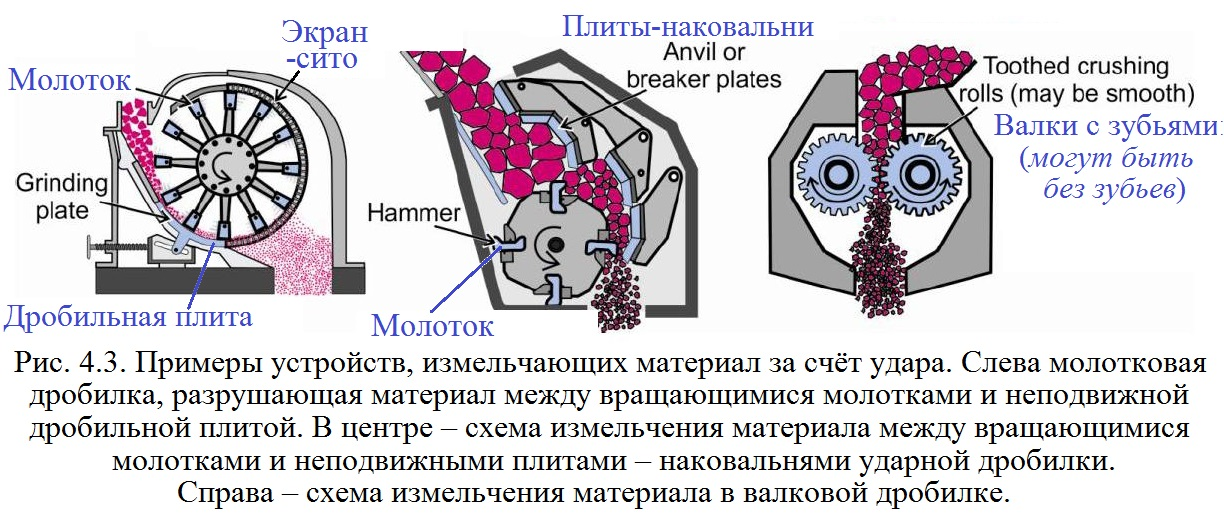
مکانیزم تغذیه یک آسیاب چکشی

در سیستم تغذیه گرانشی، دستگاه‌های فرز تنها به نیروی گرانشی بستگی دارند و نیروی گرانش است که به تغذیه ذرات در اتاق خردکننده کمک می‌کند.

### جعبه کنترل
کاربران می‌توانند دستگاه را از جعبه کنترل روشن/خاموش (ON/OFF) کنند. پیچیدگی جعبه کنترل به طراحی منحصر به فرد دستگاه آسیاب بستگی دارد. به عنوان مثال، می‌توان سیستم تغذیه یا سرعت موتور را از طریق این جعبه کنترل کرد.

### چاقو یا چکش خرد کردن
این وسایل ابزارهای اساسی هستند که مواد را خرد می‌کنند یا آسیاب می‌کنند. آن‌ها با سرعت‌های بالا چرخش می‌کنند که بین ۲۵۰۰ تا ۶۰۰۰۰ دور بر دقیقه متغیر می‌باشد. در اغلب موارد، این چکش‌ها بر روی شفت افقی نصب می‌شوند که در آن می‌توانند در جهت یا خلاف جهت عقربه‌های ساعت بچرخند که به جهت چرخش روتور بستگی دارد.
این ابزارهای خردکن ممکن است به‌طور مستقیم یا به وسیله تسمه به موتور متصل شوند. در مقایسه با اتصال مستقیم، تسمه‌ها می‌توانند شوک اعمالی به موتور را کاهش دهند و اجازه دهند تا تنظیم دقیق سرعت انجام شود.

## تاریخچه
نسخه‌های مکانیکی دستگاه از هزاران سال پیش بوده‌است. نخستین نسخه ثبت شده دستگاه مربوط به چین باستان است. در سال ۴۰ قبل از میلاد یک دیکشنری چینی (Jijiupian Chinese dictionary)، آسیاب چکشی قدیمی را توصیف می‌کند که توسط یک رکاب کار می‌کرد. برای استفاده از آن دستگاه، فقط کافی بود که پدال پایی را فشار داد. در سال ۲۰ میلادی Xin Lun یک متن فلسفی منتشر کرد که در آن به یک دستگاه آسیاب چکشی اشاره کرد که این بار توسط یک چرخ آبی (waterwheel) برای چرخاندن دانه‌ها استفاده می‌شد.

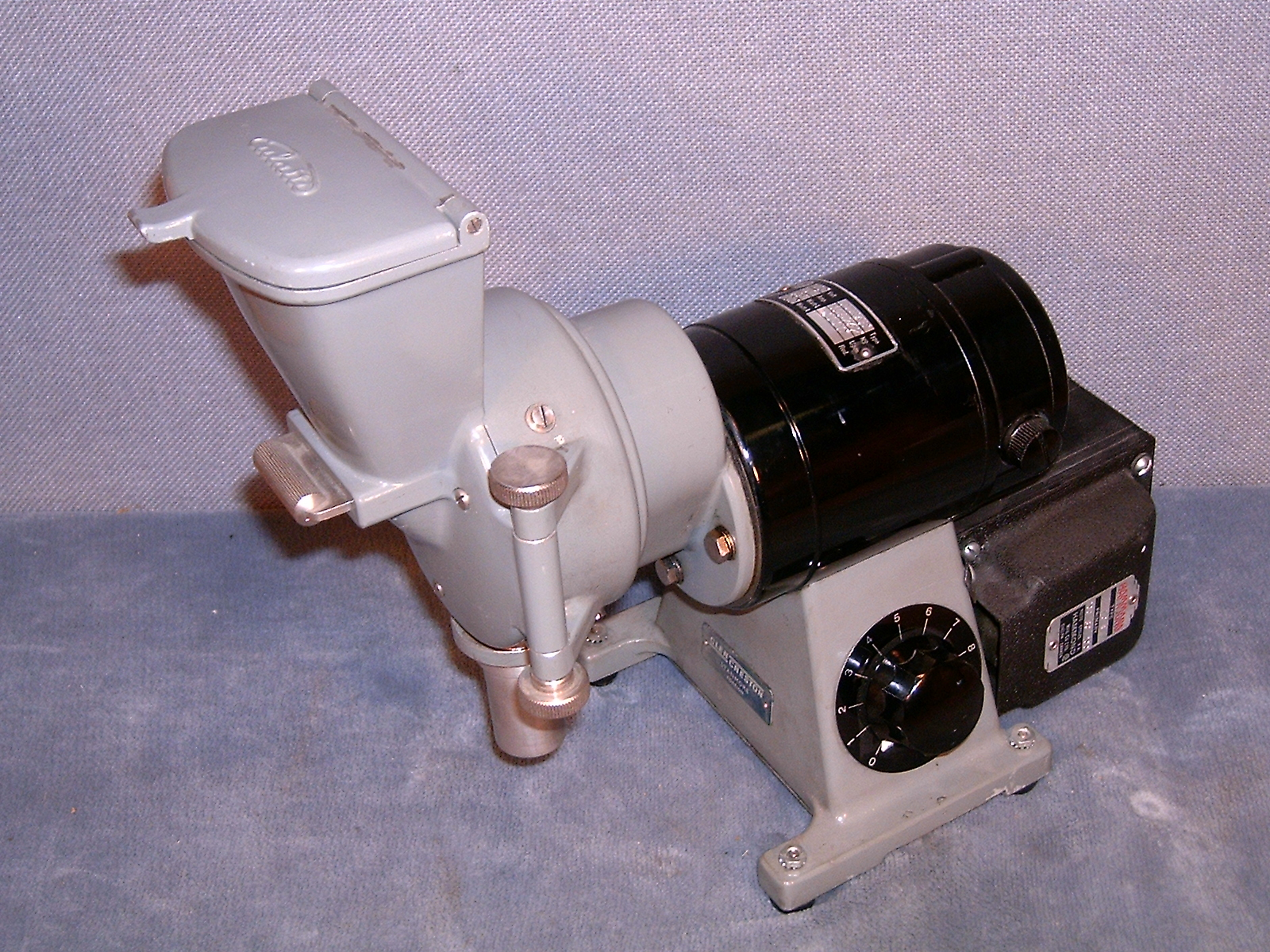
نمونه‌ای از آسیاب چکشی مدرن

آسیاب‌های آبی و مکانیکی در اروپا در حدود قرن ۱۲ ظاهر شدند. آن‌ها عمدتاً برای خرد کردن سنگ و افزایش تولید قراضه در قرون وسطی استفاده می‌شدند. دنیا قطعاً مزایای آسیاب چکشی را برای مدت زمان طولانی مورد استفاده قرار می‌دهد؛ این دستگاه‌ها سرعت تولیدات را افزایش داده‌اند و نیروی انسانی را به حداقل رسانده‌اند.
دستگاه‌های آسیاب چکشی پیشرفته امروزی چند منظوره هستند و استفاده از آن‌ها بسیار آسان می‌باشد؛ به گونه‌ای که اپراتور آسیاب چکش با تغییر صفحه نمایش به سادگی می‌تواند اندازه خروجی را انتخاب کند.